# Sanzey
 Sanzey  es una población y comuna francesa, en la región de Lorena, departamento de Meurthe y Mosela, en el distrito de Toul y cantón de Toul-Nord.

## Demografía
| 105 | 100 | 95 | 91 | 119 | 138 |
| Para los censos de 1962 a 1999 la población legal corresponde a la población sin duplicidades (Fuente: INSEE [Consultar]) |     |    |    |     |     |